# Дружников Володимир Васильович
Володи́мир Васи́льович Дру́жников  (рос. Влади́мир Васи́льевич Дру́жников; (нар. 30 травня 1922, Москва, РРФСР — пом. 20 лютого 1994, Москва, РРФСР) — радянський і російський актор. Народний артист РРФСР (1974). Лауреат Державної премії СРСР (1956), майстер дубляжу.
Народився 30 червня 1922 р. в Москві в родині військового. Помер 20 лютого 1994 р. там же. Навчався в Школі-студії МХАТу.

## Фільмографія
Грав у фільмах:
- «Без вини винні» (1945, Незнамов),
- «Кам'яна квітка» (1946, Данило),
- «Сказання про землю Сибірську» (1948, Балашов. Державна премія СРСР, 1948),
- «Костянтин Заслонов» (1949, Заслонов. Державна премія СРСР, 1950)
- «Донецькі шахтарі» (1950)
- «Змова приречених» (1950)
- «Кубинська новела» (1962)
- «Три сестри» (1964, Солоний)
- «Офіцери» (1971, командир ескадрону)
- «Пробудження» (1983, полковник Рукін) та ін.

Знявся в українських кінокартинах:
- «Вогнище безсмертя» (1956, Джордано Бруно),
- «Ластівка» (1957, Яновський),
- «Круті сходи» (1957, Євген Нарежний),
- «Десятий крок» (1967, Романенко),
- «У мене все нормально» (1976),
- «Спадкоємці» (1976, т/ф, 5 с, Козаков),
- «Гонки по вертикалі» (1982, т/ф, 3 а).